# シルヴレッタ (小惑星)
シルヴレッタ (1317 Silvretta) は小惑星帯にある小惑星。カール・ラインムートがハイデルベルクのケーニッヒシュトゥール天文台で発見した。
アルプスの一部であるシルヴレッタ山脈に因んで名付けられた。